# Apeadero de São José
El Apeadero de São José, originalmente conocido como Apeadero de Calhabé, es una plataforma ferroviaria desactivada del Ramal da Lousã, situada en la ciudad de Coímbra, en Portugal.

## Historia

### Apertura al servicio
Este apeadero se inserta en el tramo entre Coímbra y Lousã del Ramal da Lousã, que abrió a la explotación el 16 de diciembre de 1906, por la Compañía Real de los Caminhos de Ferro Portugueses.

### sigloXXI
En febrero de 2009, la circulación en el Ramal da Lousã fue temporalmente interrumpida para la realización de obras, siendo los servicios sustituidos por autobuses.
El 4 de enero de 2010, el tramo entre el Apeadero de Coímbra-Parque y la Estación de Miranda do Corvo fue desactivado, para la futura reconversión del sistema ferroviario en un metro de superficie; durante el proceso, fue instituido un servicio de transporte de sustitución.